# Melanostachya ustulata
Melanostachya ustulata är en gräsväxtart som först beskrevs av Ferdinand von Mueller, Alfred James Ewart och Sharman, och fick sitt nu gällande namn av Barbara Gillian Briggs och L.A.S.J. Melanostachya ustulata ingår i släktet Melanostachya och familjen Restionaceae. Inga underarter finns listade i Catalogue of Life.